# Харвард Марк 1 (рачунар)
Харвард Марк 1 (енгл. Harvard Mark I) је био први свјетски програмибилни рачунар. То је била електромеханичка машина која је извршавала команде корак-по-корак. Наредбе (инструкције) се уношене у рачунар уз помоћ папирне врпце, картонских картица са рупама или прекидача.
Марк 1, чији развој је делимично финансирао IBM су развили Хауард Аикен и Џејмс Брајс на универзитету Харвард, гдје је заузимао читаву зграду. Завршен је 1944., и радио је више од 15 година. Током Другог свјетског рата је вршио прорачуне за разне табеле потребне за Америчку морнарицу.